# Flagellipinna rhomboides
Flagellipinna rhomboides è un pesce osseo estinto, appartenente ai picnodontiformi. Visse nel Cretaceo superiore (Cenomaniano, circa 95 milioni di anni fa) e i suoi resti fossili sono stati ritrovati in Libano.

## Descrizione
Questo pesce, come la maggior parte dei picnodonti, possedeva un corpo appiattito lateralmente e molto alto. Flagellipinna era lungo circa una decina di centimetri, e possedeva alcune caratteristiche che lo distinguevano dagli altri picnodonti: il corpo era a forma di diamante ed era dotato di una pinna dorsale a forma di frusta, erano presenti scaglie postcloacali con spine rivolte in avanti e in generale il suo profilo anteriore era acuto, con un avvallamento concavo, che conferiva all'animale un aspetto gibboso. Il muso prognato era dotato di denti molariformi. 

## Classificazione
Flagellipinna è un membro dei picnodontidi, una famiglia particolarmente derivata di picnodontiformi, comprendente numerose forme vissute tra il Cretaceo e il Paleogene. Flagellipinna rhomboides venne descritto per la prima volta nel 2019, sulla base di resti fossili ottimamente conservati rinvenuti nel giacimento di Haqel, in Libano. 

## Paleoecologia
Alcuni fossili di taglia più piccola sono attribuibili a esemplari giovani; le differenze morfologiche tra i giovani e gli adulti indicano un cambio di nicchia ecologica durante l'ontogenesi: da un'alimentazione generalista in un ambiente complesso di reef, l'animale passava alla vita in acque più profonde per nutrirsi nelle fessure presenti nei margini del reef.